# جونگ یونگ-سیک
جونگ یونگ-سیک (انگلیسی: Jung Young-sik؛ زادهٔ ۲۰ ژانویهٔ ۱۹۹۲) بازیکن تنیس روی میز اهل کره جنوبی است.
وی در مسابقات کشوری و بین‌المللی در مجموع برنده ۲ مدال نقره، ۷ مدال برنز شده‌است.